# Proctacanthus heros
Proctacanthus heros là một loài ruồi trong họ Asilidae. Proctacanthus heros được Wiedemann miêu tả năm 1828.